# Daguestan

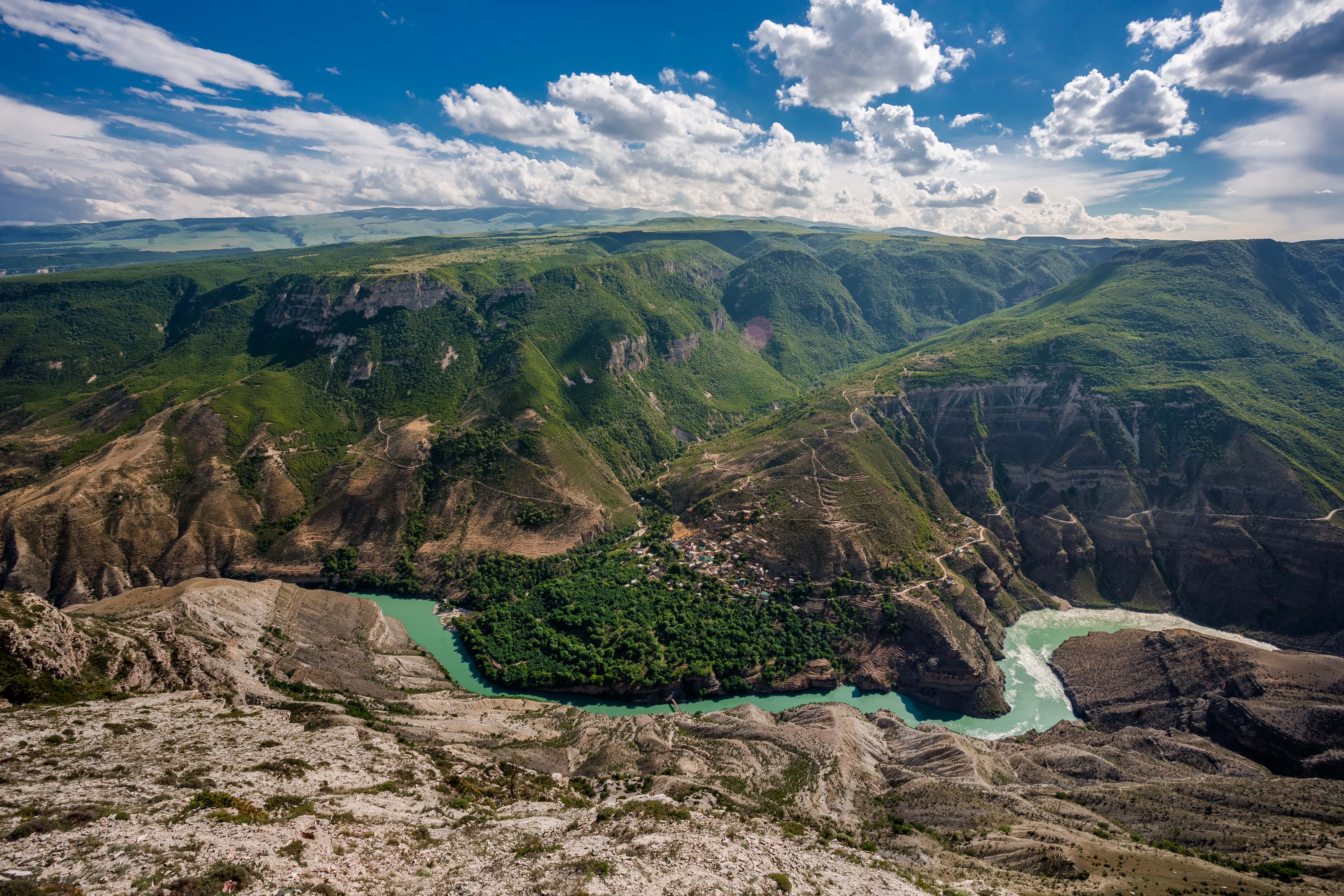
El canó de Sulak és un dels canons més profunds del món

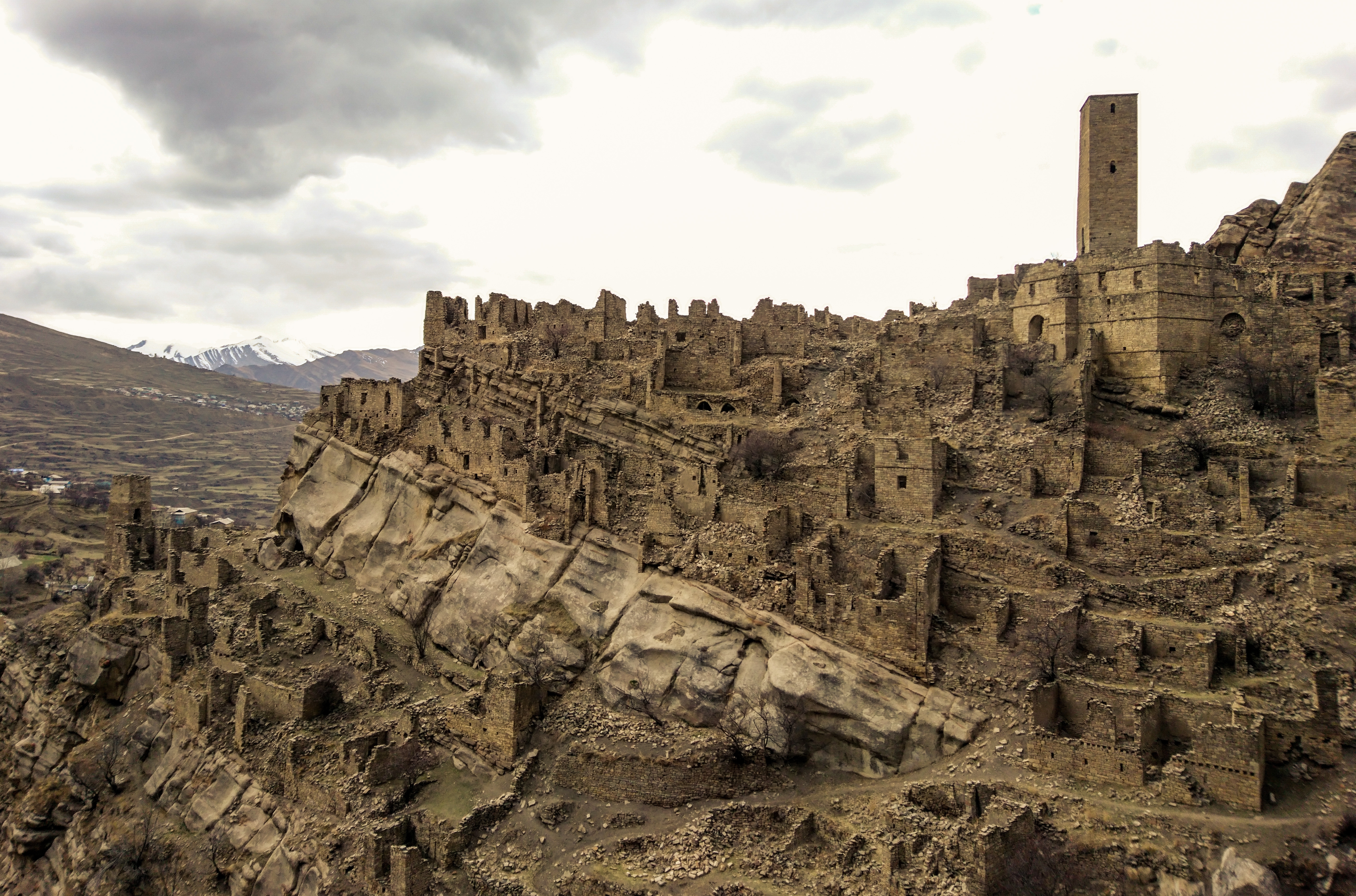
Kakhib, un dels molts auls abandonats al Daguestan

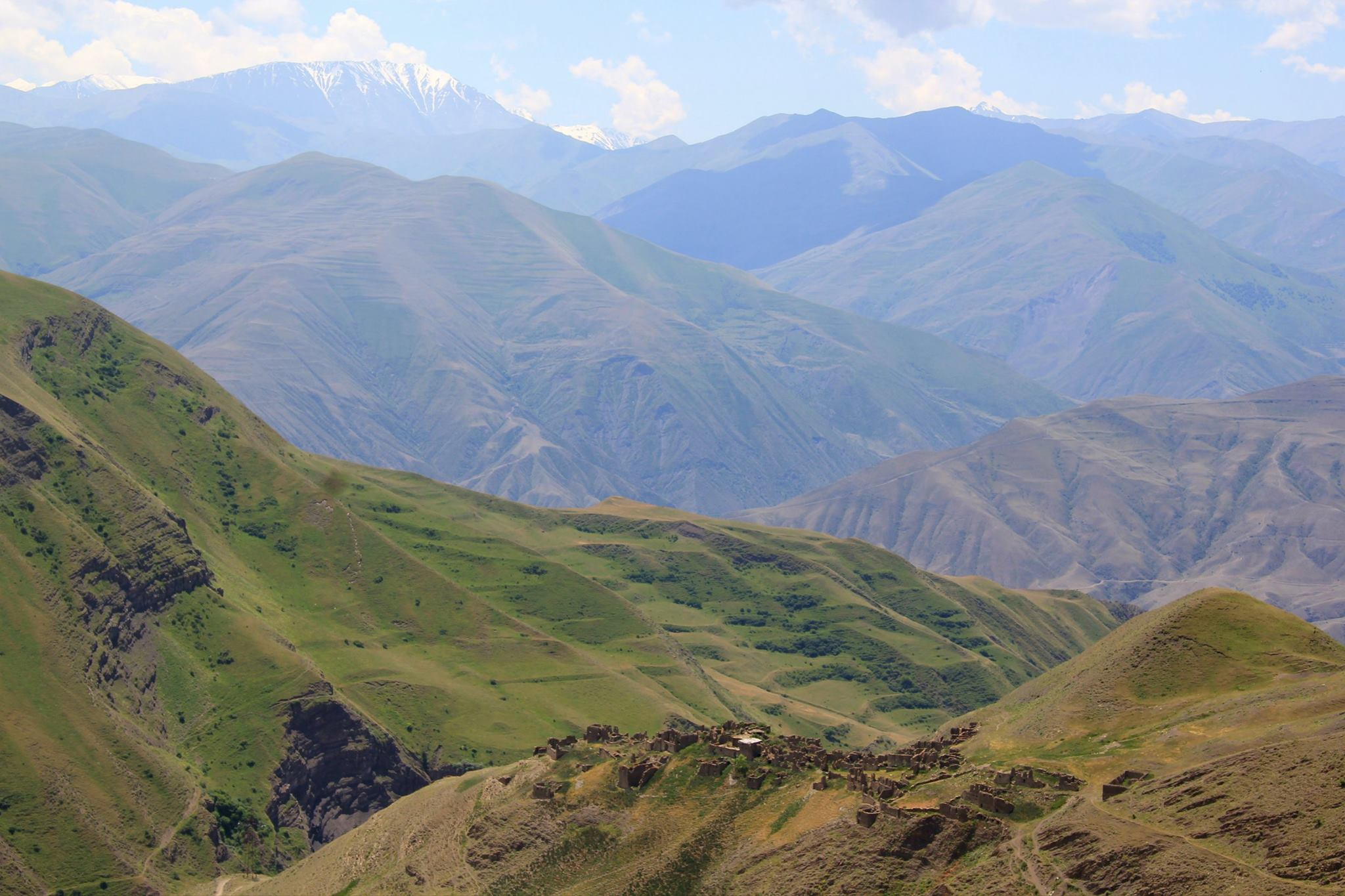
Poble abandonat dels Lesguians de Grar

Daguestan, oficialment la República del Daguestan, és una república de Rússia situada al Caucas del Nord, a l'Europa de l'Est, al llarg de la Mar Càspia. Es troba al nord del Gran Caucas, i forma part del Districte Federal del Caucas Nord. La república és l'extrem més al sud de Rússia, i comparteix fronteres terrestres amb els països d'Azerbaidjan i Geòrgia al sud i sud-oest, les repúbliques russes de Txetxènia i Calmúquia a l'oest i al nord, i amb el krai de Stàvropol al nord-oest. Makhatxkalà és la capital de la república i la ciutat més gran; altres ciutats importants són Derbent, Kizliar, Izberbaix, Kaspíisk i Buinaksk.
Daguestan cobreix una àrea de 50.300 kilòmetres quadrats, amb una població de més de 3,1 milions d'habitants, format per més de 30 grups ètnics i 81 nacionalitats. Amb 14 llengües oficials i 12 ètnies que constitueixen cadascun més de l'1% de la seva població total, la república és una de les més diverses lingüísticament i ètnicament de Rússia i una de les divisions administratives més heterogènies del món. La majoria dels residents parlen una de les llengües caucàsiques del nord-est o turqueses; tanmateix, el rus és la llengua franca a la república.

## Toponímia
La paraula Daguestan és d'origen turc i persa, es tradueix directament a "Terra de les muntanyes". La paraula turca dağ significa "muntanya", i el sufix persa -stan significa "terra".
Algunes zones del Daguestan van ser conegudes com a Lekia, Avària i Tarki en diverses èpoques.
Entre 1860 i 1920, el Daguestan es va anomenar Òblast del Daguestan, corresponent a la part sud-est de l'actual república. Les fronteres actuals es van crear amb l'establiment de la República Socialista Soviètica Autònoma del Daguestan el 1921, amb la incorporació de la part oriental de l'Òblast de Tèrek, que no és muntanyosa sinó que inclou el litoral de Tèrek a l'extrem sud de la depressió del Caspi.

### Noms en les diferents llengües oficials
- En rus: Респу́блика Дагеста́н (Respúblika Daguestan)
- En àvar: Дагъистаналъул Жумгьурият (Daġistanałul Jumhuriyat)
- En darguà: Дагъистан Республика (Daġistanes Respublika)
- En kumyk: Дагъыстан Жумгьурият (Dağıstan Cumhuriyat)
- En lesguià: Республика Дагъустан (Respublika Daġustan)
- En lak: Дагъусттаннал Республика (Daġusttannal Respublika)
- En tabassaran: Дагъустан Республика (Daġustan Respublika)
- En rútul: Республика Дагъустан (Respublika Daġustan)
- En agul: Республика Дагъустан (Respublika Daġustan)
- En tsakhur: Республика Дагъустан (Respublika Daġustan)
- En nogai: Дагыстан Республикасы (Dağıstan Respublikası)
- En txetxè: Дегӏестан Республика (Deġestan Respublika)
- En àzeri: Дағыстан Республикасы (Dağıstan Respublikası)
- En tati: Республикей Догъисту (Respublikei Doġistu)

## Geografia
La república està situada a les muntanyes del Caucas del Nord. És la part més meridional de Rússia i limita al seu costat oriental amb el mar Caspi.
- Superfície : 50,300 kilòmetres quadrats
- Fronteres :
  - Internes: Calmúquia (N), Txetxènia (O) i krai de Stàvropol (NO)
  - Internacionals: Azerbaidjan (Districte de Balakan, Districte de Khachmaz, Districte d'Oghuz, Districte de Kabala, Districte de Qakh, Districte de Qusar, Districte de Shaki i Districte de Zaqatala ) (S), Geòrgia (Kakhètia) (SO)
  - Litorals: Mar Càspia (E)
- Punt més alt: Mont Bazardüzü 4,446 metres (14,587 ft)
- Distància màxima nord-sud: 400 kilòmetres
- Distància màxima est-oest: 200 kilòmetres

### Rius
Hi ha més de 1.800 rius a la república. Els principals rius inclouen:
- Riu Sulak
- Riu Samur
- Riu Tèrek
- Avar Koisu
- Andi Koisu
- Kazi-Kumukh Koisu

### Llacs
Daguestan té uns 405 quilometres (252 mi) de costa del llac més gran del món, la mar Càspia.

### Muntanyes
La major part del Daguestan és muntanyós, amb les muntanyes del Gran Caucas que cobreixen el sud de la república. El punt més alt és el pic Bazardüzü/Bazardyuzyu a 4,470 metres (14,670 ft), a la frontera amb l'Azerbaidjan. El punt més al sud de Rússia es troba a uns set quilòmetres al sud-oest del pic. Altres muntanyes importants són Diklosmta (4,285 m (14,058 ft) ), Gora Addala Shukgelmezr (4,152 m (13,622 ft) ) i Gora Dyultydag (4,127 m (13,540 ft)). La ciutat de Kumukh és un dels assentaments de les muntanyes.

### Recursos naturals
Daguestan és ric en petroli, gas natural, carbó, entre molts altres minerals.

### Clima
El clima està classificat com a clima continental, amb una important manca de precipitacions. És un dels llocs més càlids de Rússia. A les regions muntanyoses el clima és subàrtic.
- Temperatura mitjana del gener: +2 °C (36 °F)
- Temperatura mitjana del juliol: +26 °C (79 °F)
- Precipitació mitjana anual: 250 mm (10 in) (planes del nord) a 800 mm (31 in) (a la muntanya).[7]

## Divisions administratives
Daguestan es divideix en quaranta-un districtes administratius (raions) i deu viles. Els districtes es subdivideixen a més en dinou assentaments de tipus urbà, i 363 okrugs rurals i estanitsa okrugs.

## Història

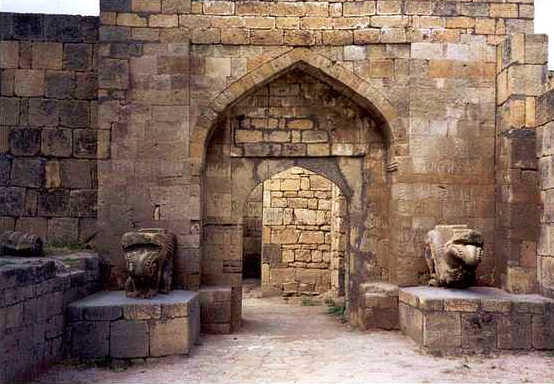
Interior de la fortalesa persa de Derbent, Patrimoni de la Humanitat

En els primers segles d'AC, l'Albània Caucàsica (corresponent a l'Azerbaidjan modern i al sud del Daguestan) es va convertir en vassall i finalment subordinada a l'Imperi Part. Amb l'arribada de l'Imperi Sassànida, es va convertir en una satrapia (província) dins dels vasts dominis de l'imperi. En l'antiguitat posterior, l'Imperi Romà i els perses sassànides van lluitar unes quantes vegades, ja que els primers van intentar impugnar el domini dels segons sobre la regió, sense èxit. Al llarg dels segles, en una mesura relativament important, els pobles del territori del Daguestan es van convertir al cristianisme juntament al zoroastrisme.
Al segle v, els sassànides van guanyar avantatge, i al segle VI havien construït una forta ciutadella a Derbent, coneguda des d'aleshores com les Portes del Caspi, mentre que els huns van envair la part nord del Daguestan, seguits pels àvars caucàsics. Durant l'època sassànida, el sud del Daguestan es va convertir en un bastió de la cultura i la civilització perses, amb el seu centre a Derbent. A la regió es va traçar una política de "persització" durant centennis.

### Influència islàmica
Durant les conquestes islàmiques, el poble daguestani (regió de Derbent) va ser el primer poble a esdevenir musulmà dins l'actual territori rus, després de la conquesta àrab de la regió el 643. Al segle VIII els àrabs es van enfrontar repetidament amb els Jàzars. Tot i que la població local es va aixecar contra els àrabs de Derbent el 905 i el 913, l'islam es va adoptar als centres urbans, com a les ciutats de Samandar i Kubatxi (Zerechgeran), des d'on es va difondre constantment per les terres altes. Al segle XV, el cristianisme havia desaparegut, deixant una església a Datuna del segle X com l'únic monument de la seva existència.

### Turcs Seljúcides
A la segona meitat del segle xi, els turcs seljúcides van prendre part de la regió del Daguestan sota el seu control.

### Domini Mongol
Els Mongols van assaltar les terres del Daguestan entre 1221 i 1222 i després van conquerir Derbent i els seus voltants de 1236 a 1239, durant les invasions de Geòrgia i Durdzuketia .

### Timúrides
Els timúrides van incorporar la regió al seu regne seguint els mongols.

### Domini persa i rus altern

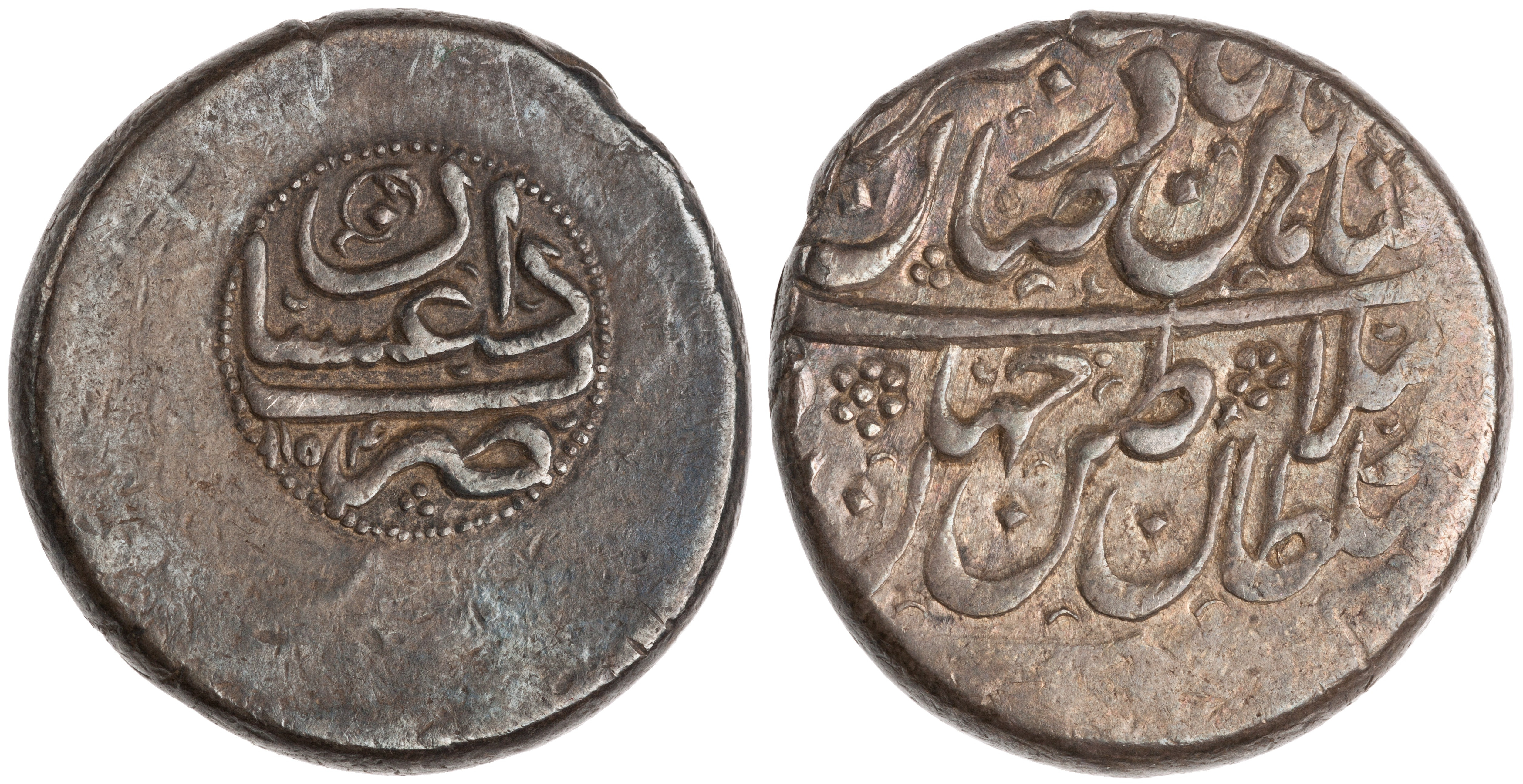
Moneda de plata de Nàdir-Xah, encunyada al Daguestan, datada entre 1741 i 1742
(esquerra = anvers; dreta = revers)

A mesura que l'autoritat mongola s'erosionava gradualment, van sorgir nous centres de poder a Kaitagi i Tarki. A principis del segle xvi, els perses (sota els safàvides) van reconsolidar el seu domini sobre la regió, que duraria, de manera intermitent, fins a principis del segle xix. Als segles XVI i XVII es van codificar les tradicions jurídiques i les comunitats muntanyoses (djamaats) van obtenir una autonomia considerable. A la dècada de 1720, com a resultat de la desintegració dels safàvides i la guerra russo-persa (1722–23), els russos van annexionar breument el Daguestan marítim als safàvides. Els russos no podien aguantar l'interior del Daguestan, i només podien ser aturats davant de Bakú amb l'ajuda de les forces otomanes sota el comandament de Mustafa Paixa. Amb un tractat signat entre Rússia i l'Imperi otomà l'any 1724, amb l'objectiu de dividir els territoris de l'Iran safàvida entre ells, Derbend, Bakú i alguns altres llocs de la regió van quedar sota domini Rus. Daguestan va passar breument sota el domini otomà entre 1578 i 1606.
Tanmateix, els territoris van ser retornats a Pèrsia el 1735 pel Tractat de Ganja.
Entre 1730 i principis de la dècada de 1740, després de l'assassinat del seu germà a Daguestan, el nou governant persa i geni militar Nàdir-Xah va dirigir una llarga campanya a zones del Daguestan per conquerir completament la regió, que va tenir un èxit considerable, tot i que finalment es va veure obligat a retirar-se a causa del temps, l'esclat de malalties i les fortes incursions dels diferents grups ètnics del Daguestan, obligant-lo a retirar-se amb el seu exèrcit. A partir de 1747, la part del Daguestan, dominada pels perses, va ser administrada a través del Kaanat de Derbent, amb el seu centre a Derbent. L'expedició persa de 1796 va resultar en la captura russa de Derbent el 1796. No obstant això, els russos es van veure obligats de nou a retirar-se de tot el Caucas després de problemes governamentals interns, permetent que Pèrsia tornés a capturar el territori.

### El domini rus consolidat
No va ser fins a les conseqüències de la guerra russo-persa (1804–1813) que es va confirmar el poder rus sobre Daguestan i que la Pèrsia Qajar va cedir oficialment el territori a Rússia. El 1813, després de la victòria de Rússia a la guerra, Pèrsia es va veure obligada a cedir el sud del Daguestan amb la seva ciutat principal de Derbent, juntament amb altres extensos territoris del Caucas a Rússia, d'acord amb el Tractat de Gulistan. El Tractat de Turkmantxai de 1828 va consolidar indefinidament el control rus sobre Daguestan i va treure Pèrsia de l'equació militar.

### Aixecaments contra la Rússia imperial

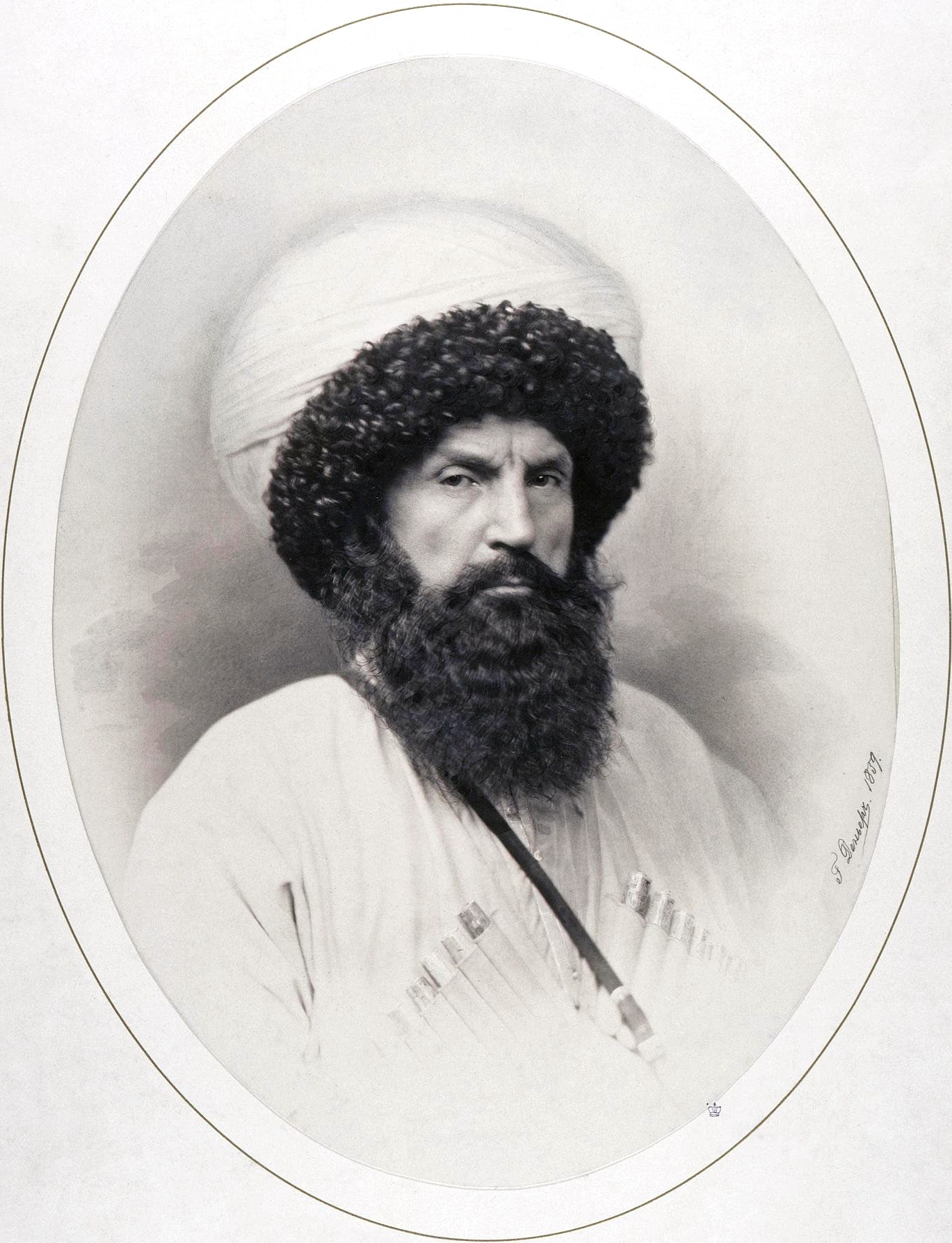
Imam Xamil, heroi nacional i lluitador per la llibertat

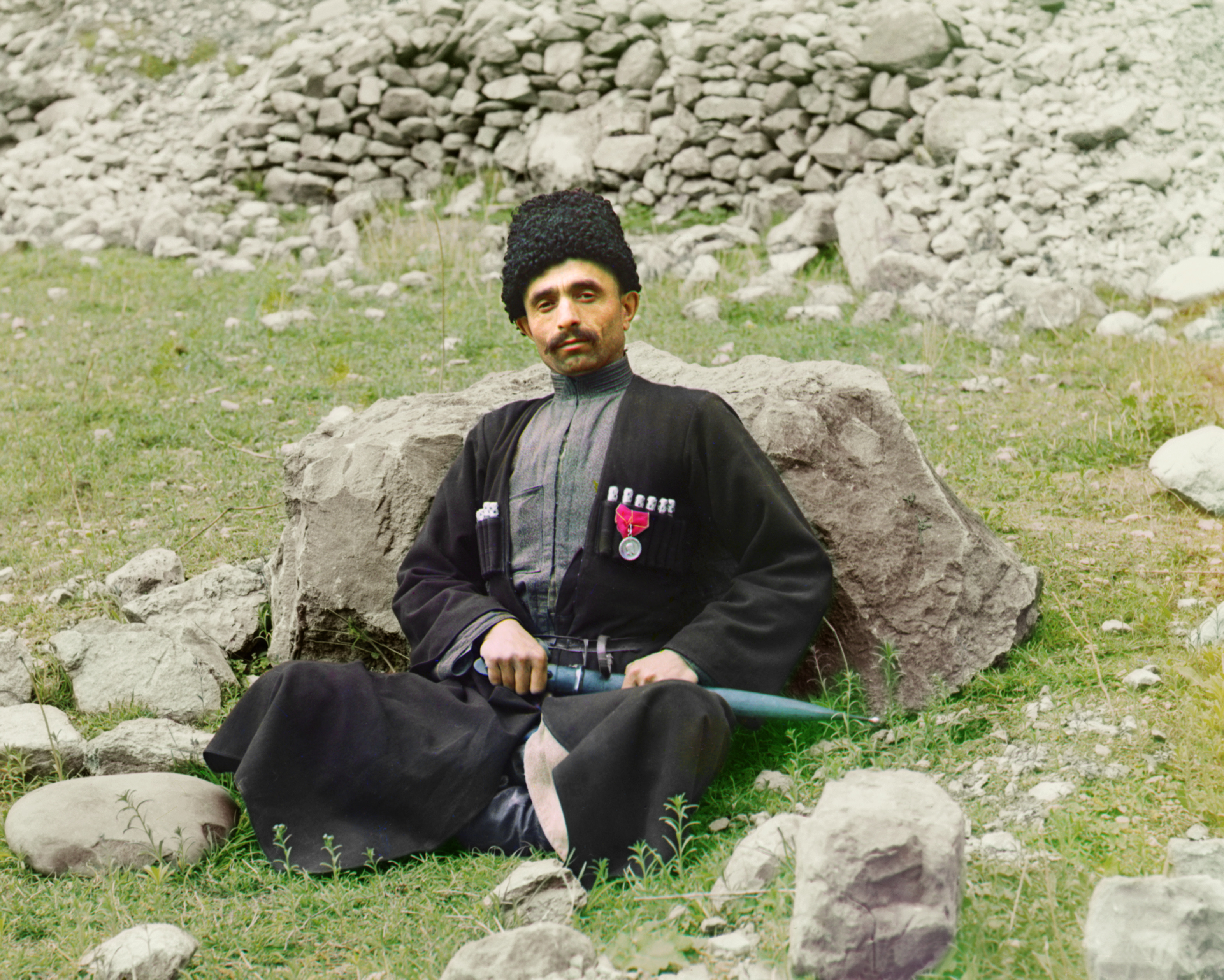
Home del Daguestan, fotografiat per Sergei Prokudin-Gorski, entre 1907 i 1915

L'administració russa, però, va decebre i va decepcionar els muntanyencs. La institució de forts impostos, juntament amb l'expropiació de finques i la construcció de fortaleses (inclosa Makhatxkalà), va enfurismar els muntanyencs perquè s'aixequessin sota l'ègida de l'Imamat musulmà del Daguestan, dirigit per Ghazi Mohammed (1828–1832), Gamzat Beg (1832–1834) i Xamil (1834–1859). Aquesta guerra caucàsica va durar fins al 1864.
Daguestan i Txetxènia es van beneficiar de la guerra russo-turca (1877–1878), aixecant-se junts contra l'Imperi rus. Txetxènia va tornar a aixecar-se en diferents moments al llarg dels segles XIX i XX.

### Era soviètica
El 21 de desembre de 1917, Ingúixia, Txetxènia, Daguestan i la resta del Caucas del Nord van declarar la independència de Rússia i van formar un únic estat anomenat "Pobles de les Muntanyes Unides del Caucas del Nord" (també coneguda com la República de la Muntanya del Caucas del Nord). La capital del nou estat es va traslladar a Temir-Khan-Shura. El primer Primer Ministre de l'estat va ser Tapa Txermoiev, un destacat estadista txetxè. El segon Primer Ministre va ser un estadista ingúix, Vassan-Girey Dzhabagiev, que el 1917 també es va convertir en l'autor de la constitució del país, i el 1920 va ser reelegit per a un tercer mandat. Després de la revolució bolxevic, els exèrcits otomans van ocupar l'Azerbaidjan i el Daguestan i la regió va passar a formar part de la efímera República de la Muntanya del Caucas del Nord. Després de més de tres anys de lluita contra l'Exèrcit Blanc i els nacionalistes locals, els bolxevics van aconseguir la victòria i van proclamar la República Socialista Soviètica Autònoma del Daguestan el 20 de gener de 1921. A mesura que la recentment creada Unió Soviètica estava consolidant el control de la regió, el Daguestan es va declarar una república dins de la federació soviètica de Rússia, però no va seguir les altres RSSA en declarar la sobirania.

### Època post-soviètica
El 7 d'agost de 1999, la Brigada Internacional Islàmica de Manteniment de la Pau (IIPB), un grup islamista de Txetxènia liderat pels senyors de la guerra Xamil Bassàiev, Ibn Al-Khattab i Ramzan Akhmadov, van llançar una invasió militar del Daguestan, en suport dels rebels separatistes de la Xura amb l'objectiu de crear un "Estat Islàmic Independent del Daguestan".
Els invasors van ser recolzats per part de la població local però van ser rebutjats pels militars russos i els grups paramilitars locals. En resposta a la invasió, les forces russes van reinvair Txetxènia més tard aquell mateix any.
Daguestan té una de les taxes d'atur més altes de Rússia.
Els soldats del Daguestan van participar en la invasió russa d'Ucraïna el 2022, molts dels quals van morir en acció. Al setembre, el Daguestan es va convertir en un centre de les protestes de 2022 del nord del Caucàs contra la mobilització.

## Política

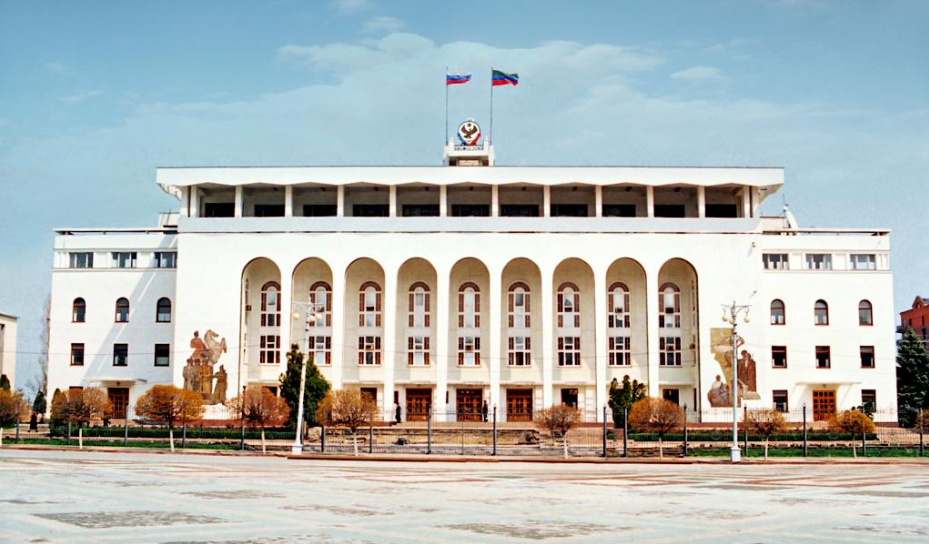
Edifici governamental de la República del Daguestan

El parlament del Daguestan és l'Assemblea Popular, formada per 72 diputats elegits per un mandat de quatre anys. L'Assemblea Popular és el màxim òrgan executiu i legislatiu de la república.
La Constitució del Daguestan es va aprovar el 10 de juliol de 2003. Segons ella, la màxima autoritat executiva recau en el Consell d'Estat, format per representants de catorze ètnies. L'Assemblea Constitucional del Daguestan nomena els membres del Consell d'Estat per un mandat de quatre anys. El Consell d'Estat nomena els membres del Govern.
Les ètnies representades al Consell d'Estat són els àvars, dargins, kumyks, lezgins, laks, azerbaidjans, tabasarans, russos, txetxens, nogais, aguls, rutuls, tsakhurs i tats.
Antigament, el President del Consell d'Estat era el càrrec executiu més alt de la república, ocupat per Magomedali Magomedovich Magomedov fins al 2006. El 20 de febrer de 2006, l'Assemblea Popular va aprovar una resolució per la qual es dissolia aquest càrrec i es dissolia el Consell d'Estat. El president rus, Vladímir Putin, va oferir a l'Assemblea Popular la candidatura de Mukhu Aliyev per al nou càrrec de President de la República del Daguestan. L'Assemblea Popular va acceptar la nominació i Mukhu Alíev es va convertir en el primer President de la República. El 20 de febrer de 2010 Aliyev va ser substituït per Magomedsalam Magomedov. Ramazan Abdulatipov es va convertir en el cap (en funcions 2013-2017, després de la dimissió de Magomedov). El 3 d'octubre de 2017, Vladimir Vasiliev va ser nomenat cap.

## Demografia
Com que el seu terreny muntanyós impedeix els viatges i la comunicació, el Daguestan és inusualment divers ètnicament i encara en gran part tribal. És la república més heterogènia de Rússia. La població de Daguestan està creixent ràpidament.

### Població
3.182.054 (Cens del 2021); 2.910.249 (Cens del 2010); 2.576.531 (Cens del 2002); 1.802.579 (Cens del 1989).

### Esperança de vida
Daguestan té la segona esperança de vida més alta de Rússia. Una major durada de la vida només s'observa a Ingúixia.
|          | 2019      | 2021      |
| -------- | --------- | --------- |
| Mitjana: | 79,1 anys | 76,6 anys |
| Home:    | 76,6 anys | 74,1 anys |
| Dona:    | 81,4 anys | 79,0 anys |

### Estadístiques vitals

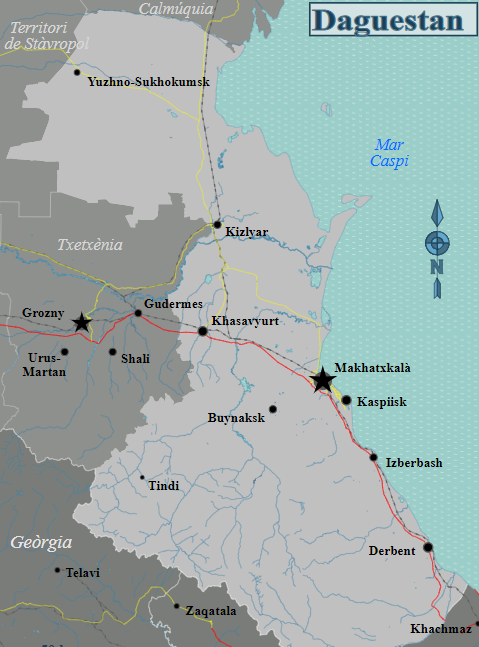
Mapa del Daguestan

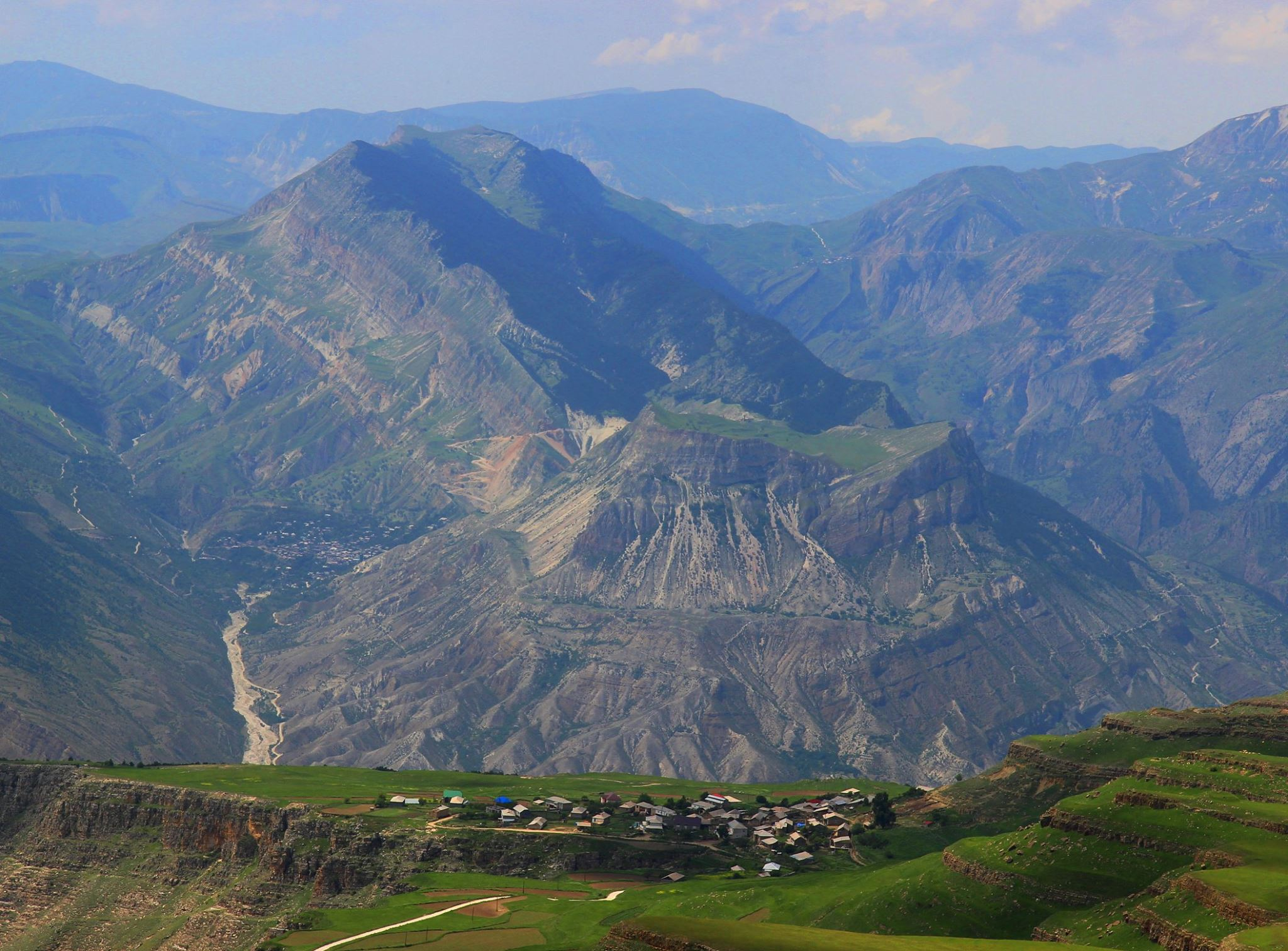
Una vila de muntanya

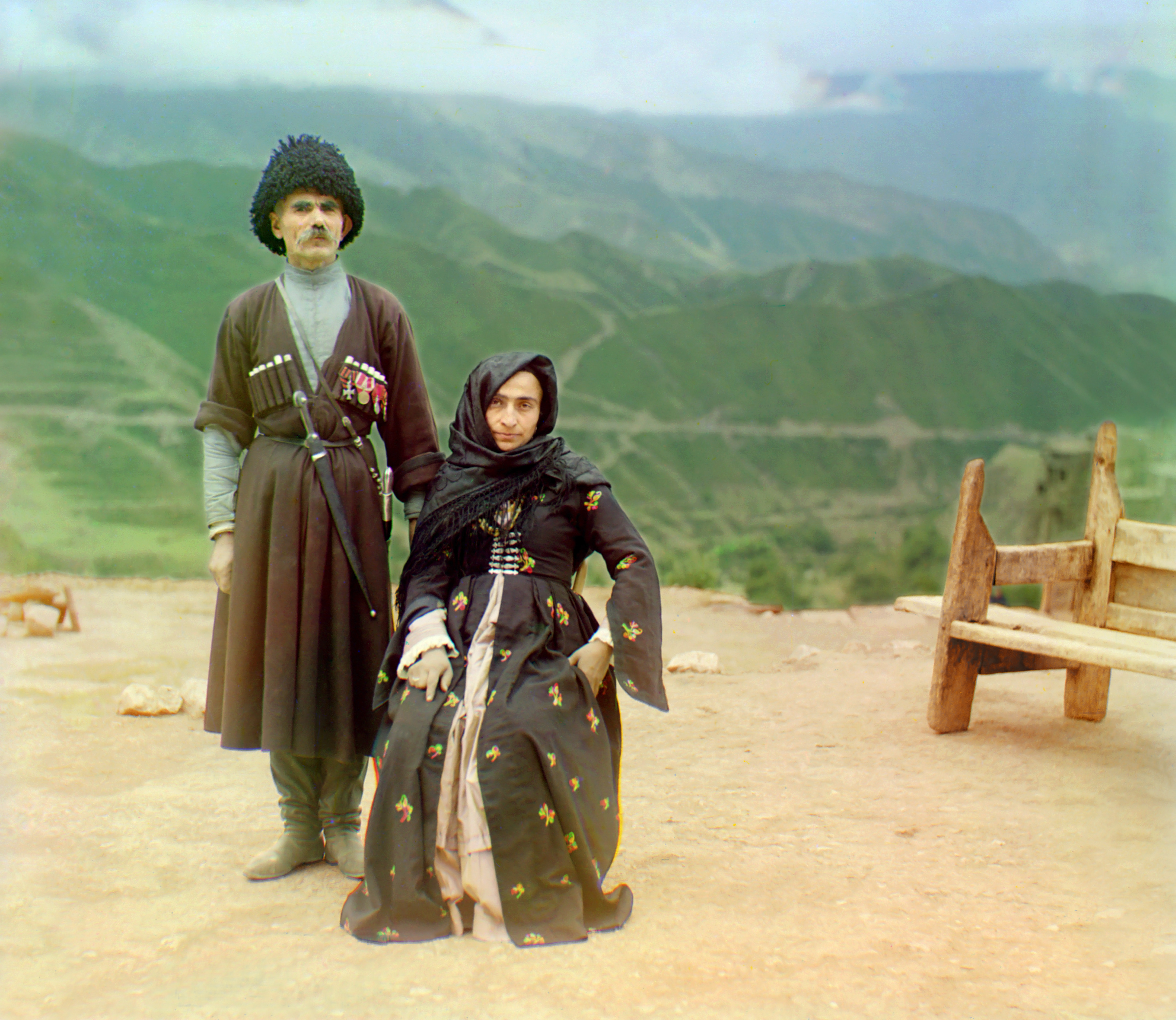
Una parella al Daguestan, fotografiada per Sergei Prokudin-Gorski entre 1907 i 1915

Font: Servei d'Estadística de l'Estat Federal de Rússia
|      | Població mitjana (x 1000) | Naixements | Defuncions | Canvi natural | Taxa bruta de Natalitat (per 1000) | Taxa bruta de Mortalitat (per 1000) | Canvi natural (per 1000) | Taxa de Fertilitat |
| ---- | ------------------------- | ---------- | ---------- | ------------- | ---------------------------------- | ----------------------------------- | ------------------------ | ------------------ |
| 1970 | 1.438                     | 41.381     | 9.543      | 31.838        | 28,8                               | 6,6                                 | 22,1                     |                    |
| 1975 | 1.544                     | 42.098     | 10.292     | 31,806        | 27,3                               | 6,7                                 | 20,6                     |                    |
| 1980 | 1.655                     | 44.088     | 11.188     | 32.900        | 26,6                               | 6,8                                 | 19,9                     |                    |
| 1985 | 1.744                     | 50.053     | 12.010     | 38.043        | 28,7                               | 6,9                                 | 21,8                     |                    |
| 1990 | 1.848                     | 48.209     | 11.482     | 36.727        | 26,1                               | 6,2                                 | 19,9                     | 3,07               |
| 1991 | 1.906                     | 47.461     | 12.062     | 35.399        | 24,9                               | 6,3                                 | 18,6                     | 2,94               |
| 1992 | 1.964                     | 44.986     | 12.984     | 32.002        | 22,9                               | 6,6                                 | 16,3                     | 2,70               |
| 1993 | 2.012                     | 41.863     | 14.777     | 27.086        | 20,8                               | 7,3                                 | 13,5                     | 2,46               |
| 1994 | 2.117                     | 44.472     | 15.253     | 29.219        | 21,0                               | 7,2                                 | 13,8                     | 2,45               |
| 1995 | 2.209                     | 45.680     | 15.700     | 29.980        | 20,7                               | 7,1                                 | 13,6                     | 2,41               |
| 1996 | 2.251                     | 42.282     | 15.565     | 26.717        | 18,8                               | 6,9                                 | 11,9                     | 2,19               |
| 1997 | 2.308                     | 41.225     | 15.662     | 25.563        | 17,9                               | 6,8                                 | 11,1                     | 2,10               |
| 1998 | 2.363                     | 41.164     | 15.793     | 25.371        | 17,4                               | 6,7                                 | 10,7                     | 2,05               |
| 1999 | 2.417                     | 38.281     | 16.020     | 22.261        | 15,8                               | 6,6                                 | 9,2                      | 1,87               |
| 2000 | 2.464                     | 38.229     | 16.108     | 22.121        | 15,5                               | 6,5                                 | 9,0                      | 1,82               |
| 2001 | 2.511                     | 38.480     | 15.293     | 23.187        | 15,3                               | 6,1                                 | 9,2                      | 1,79               |
| 2002 | 2.563                     | 41.204     | 15.887     | 25.317        | 16,1                               | 6,2                                 | 9,9                      | 1,85               |
| 2003 | 2.609                     | 41.490     | 15.929     | 25.561        | 15,9                               | 6,1                                 | 9,8                      | 1,81               |
| 2004 | 2.647                     | 41.573     | 15.724     | 25.849        | 15,7                               | 5,9                                 | 9,8                      | 1,76               |
| 2005 | 2.684                     | 40.814     | 15.585     | 25.229        | 15,2                               | 5,8                                 | 9,4                      | 1,69               |
| 2006 | 2.721                     | 40.646     | 15.939     | 24.707        | 14,9                               | 5,9                                 | 9,1                      | 1,64               |
| 2007 | 2.761                     | 45.470     | 15.357     | 30.113        | 16,5                               | 5,6                                 | 10,9                     | 1,81               |
| 2008 | 2.804                     | 49.465     | 15.794     | 33.671        | 17,6                               | 5,6                                 | 12,0                     | 1,94               |
| 2009 | 2.850                     | 50.416     | 16.737     | 33.679        | 17,7                               | 5,9                                 | 11,8                     | 1,92               |
| 2010 | 2.896                     | 52.057     | 17.013     | 35.044        | 18,0                               | 5,9                                 | 12,1                     | 1,92               |
| 2011 | 2.914                     | 54.646     | 16.872     | 37.774        | 18,1                               | 5,8                                 | 12,3                     | 1,98               |
| 2012 | 2.931                     | 56.186     | 16.642     | 39.544        | 19,1                               | 5,7                                 | 13,4                     | 2,03               |
| 2013 | 2.955                     | 55.641     | 16.258     | 39.383        | 18,8                               | 5,5                                 | 13 3                     | 2,02               |
| 2014 | 2.982                     | 56.888     | 16.491     | 40.397        | 19,1                               | 5,5                                 | 13,6                     | 2,08               |
| 2015 | 3.003                     | 54.867     | 16.188     | 38.679        | 18,3                               | 5,4                                 | 12,9                     | 2,02               |
| 2016 | 3.029                     | 52.867     | 15.719     | 37.148        | 17,4                               | 5,2                                 | 12,2                     | 1,98               |
| 2017 | 3.041                     | 50.174     | 15.473     | 34.701        | 16,4                               | 5,1                                 | 11,3                     | 1,91               |
| 2018 | 3.077                     | 48.120     | 14.871     | 33.249        | 15,6                               | 4,8                                 | 10,8                     | 1,86               |
| 2019 | 3.110                     | 45.977     | 14.941     | 31.036        | 14,8                               | 4,8                                 | 10,0                     | 1,78               |
| 2020 | 3.138                     | 47.051     | 19.750     | 27.301        | 15,1                               | 6,3                                 | 8,8                      | 1,87               |
| 2021 | 3.182                     | 44.330     | 19.766     | 24.564        | 14,1                               | 6,3                                 | 7,8                      | 1,76               |
| 2022 | 3.186                     | 42.515     | 16.344     | 26.171        | 13,4                               | 5,2                                 | 8,2                      | 1,73               |

### Grups ètnics
El poble del Daguestan inclou una gran varietat d'ètnies. Segons el cens de 2021, els caucàsics del nord-est (inclosos els Àvars, els Darguins, els Lesguians, els Laks, els Tabassarans i els Txetxens) representen gairebé el 75% de la població del Daguestan. Els pobles turcs, kumyks, azerbaidjanesos i Nogais representen el 21%, i els Russos el 3,3%. Altres ètnies (com els Tats, que són un poble iranià) representen menys del 0,4% de la població total.
Grups com els Botlikh, els Andis, els Akhvakhs, els Didos i uns deu grups més van ser reclassificats com a Avars entre els censos de 1926 i 1939.
| Grups Ètnics | Cens del 1926 | Cens del 1926 | Cens del 1939 | Cens del 1939 | Cens de 1959 | Cens de 1959 | Cens de 1970 | Cens de 1970 | Cens de 1979 | Cens de 1979 | Cens de 1989 | Cens de 1989 | Cens de 2002 | Cens de 2002 | Cens de 2010 | Cens de 2010 | Cens de 20211 | Cens de 20211 |
| Grups Ètnics | Nombre        | %             | Nombre        | %             | Nombre       | %            | Nombre       | %            | Nombre       | %            | Nombre       | %            | Nombre       | %            | Nombre       | %            | Nombre        | %             |
| --- | ------------- | ------------- | ------------- | ------------- | ------------ | ------------ | ------------ | ------------ | ------------ | ------------ | ------------ | ------------ | ------------ | ------------ | ------------ | ------------ | ------------- | ------------- |
| Àvars | 177,189       | 22.5%         | 230,488       | 24.8%         | 239,373      | 22.5%        | 349,304      | 24.5%        | 418,634      | 25.7%        | 496,077      | 27.5%        | 758,438      | 29.4%        | 850,011      | 29.4%        | 956,831       | 30.5%         |
| Darguins | 125,707       | 16.0%         | 150,421       | 16.2%         | 148,194      | 13.9%        | 207,776      | 14.5%        | 246,854      | 15.2%        | 280,431      | 15.6%        | 425,526      | 16.5%        | 490,384      | 17.0%        | 521,381       | 16.6%         |
| Kumyks | 87,960        | 11.2%         | 100,053       | 10.8%         | 120,859      | 11.4%        | 169,019      | 11.8%        | 202,297      | 12.4%        | 231,805      | 12.9%        | 365,804      | 14.2%        | 431,736      | 14.9%        | 496,455       | 15.8%         |
| Lesguians | 90,509        | 11.5%         | 96,723        | 10.4%         | 108,615      | 10.2%        | 162,721      | 11.4%        | 188,804      | 11.6%        | 204,370      | 11.3%        | 336,698      | 13.1%        | 385,240      | 13.3%        | 416,963       | 13.3%         |
| Laks | 39,878        | 5.1%          | 51,671        | 5.6%          | 53,451       | 5.0%         | 72,240       | 5.1%         | 83,457       | 5.1%         | 91,682       | 5.1%         | 139,732      | 5.4%         | 161,276      | 5.6%         | 162,518       | 5.2%          |
| Tabassarans | 31,915        | 4.0%          | 33,432        | 3.6%          | 33,548       | 3.2%         | 53,253       | 3.7%         | 71,722       | 4.4%         | 78,196       | 4.6%         | 110,152      | 4.3%         | 118,848      | 4.1%         | 126,319       | 4.0%          |
| Àzerís | 23,428        | 3.0%          | 31,141        | 3.3%          | 38,224       | 3.6%         | 54,403       | 3.8%         | 64,514       | 4.0%         | 75,463       | 4.2%         | 111,656      | 4.3%         | 130,919      | 4.5%         | 116,907       | 3.7%          |
| Russos | 98,197        | 12.5%         | 132,952       | 14.3%         | 213,754      | 20.1%        | 209,570      | 14.7%        | 189,474      | 11.6%        | 165,940      | 9.2%         | 120,875      | 4.7%         | 104,020      | 3.6%         | 102,243       | 3.3%          |
| Txetxens | 21,851        | 2.8%          | 26,419        | 2.8%          | 12,798       | 1.2%         | 39,965       | 2.8%         | 49,227       | 3.0%         | 57,877       | 3.2%         | 87,867       | 3.4%         | 93,658       | 3.2%         | 99,320        | 3.2%          |
| Nogais | 26,086        | 3.3%          | 4,677         | 0.5%          | 14,939       | 1.4%         | 21,750       | 1.5%         | 24,977       | 1.5%         | 28,294       | 1.6%         | 38,168       | 1.5%         | 40,407       | 1.4%         | 36,944        | 1.2%          |
| Aguls | 7,653         | 1.0%          | 20,408        | 2.2%          | 6,378        | 0.6%         | 8,644        | 0.6%         | 11,459       | 0.7%         | 13,791       | 0.8%         | 23,314       | 0.9%         | 28,054       | 1.0%         | 29,253        | 0.9%          |
| Rutuls | 10,333        | 1.3%          | 20,408        | 2.2%          | 6,566        | 0.6%         | 11,799       | 0.8%         | 14,288       | 0.9%         | 14,955       | 0.8%         | 24,298       | 1.0%         | 27,849       | 1.0%         | 27,043        | 0.9%          |
| Tsakhurs | 3,531         | 0.4%          | 20,408        | 2.2%          | 4,278        | 0.4%         | 4,309        | 0.3%         | 4,560        | 0.3%         | 5,194        | 0.3%         | 8,168        | 0.3%         | 9,771        | 0.3%         | 10,320        | 0.3%          |
| Altres | 43,861        | 5.6%          | 52,031        | 5.6%          | 61,495       | 5.8%         | 63,787       | 4.5%         | 57,892       | 3.6%         | 58,113       | 3.2%         | 25,835       | 1.0%         | 19,646       | 0.7%         | 31,752        | 1.0%          |
| 147.805 persones estaven registrades a partir de bases de dades administratives, i no podien declarar una ètnia. S'estima que la proporció d'ètnies d'aquest grup és la mateixa que la del grup declarat. |               |               |               |               |              |              |              |              |              |              |              |              |              |              |              |              |               |               |

### Idiomes

Principals àrees lingüístiques

Es parlen habitualment més de 30 llengües locals, la majoria pertanyents a la família lingüística nakh-daguestaniana. El rus es va convertir en la principal llengua franca al Daguestan durant el segle xx; Més de 20 de les 131 llengües en perill d'extinció de Rússia identificades per la UNESCO es poden trobar al Daguestan. La majoria d'aquestes llengües en perill d'extinció tenen parlants a la regió muntanyosa a la frontera entre Daguestan i Geòrgia.
Abans del domini soviètic, l'estatus literari de llengua-franca pertanyia fins a cert punt a l'àrab clàssic. El dialecte àvar del nord de Khunzakh també ha servit com a llengua franca a la muntanya del Daguestan, on vivien els pobles relacionats amb els àvars. I al llarg dels segles la llengua kumyk havia estat la llengua franca per a la major part del Caucas del Nord, des del Daguestan fins a Kabarda, fins als anys trenta. El Kumyk també havia estat una llengua oficial per a la comunicació de l'administració imperial russa amb els pobles locals.

### Religió
Segons una enquesta de 2012 que va entrevistar 56.900 persones, el 83% de la població de Daguestan s'adhereix a l'Islam, el 2,4% a l'Església ortodoxa russa, el 2% a la religió popular caucàsica i altres religions natives, l'1% són cristians no confessionals. A més, el 9% de la població s'identifica com a «espiritual però no religiós», el 2 % com a ateu i el 0,6 % com un altre i sense resposta.
Islam
Els adherents daguestanis de l'islam són en gran part musulmans sunnites de l'escola Xafii. A la costa del Caspi, particularment a la ciutat portuària de Derbent i als voltants, la població (principalment formada per àzeris) és xiïta. També hi és present una minoria salafista, que de vegades és objectiu de la repressió oficial.
L'aparició del misticisme sufí al Daguestan es remunta al segle XIV. Els dos ordres sufís que estan àmpliament estesos al nord del Caucas eren els Naqxbandiyya i els Qadiriyya. Les tariqas místiques predicaven la tolerància i la convivència entre la gent diversa de la regió. La intolerància total comunista cap a qualsevol religió després de la Revolució Comunista de 1917 també va suprimir els moviments sufís. Shaykh Said Afandi al-Chirkawi va ser un destacat erudit, líder espiritual i murshid (guia) dels tariqas de Naqshbandi i Xadhiliyya al Daguestan fins a la seva mort.
Des de la dissolució de la Unió Soviètica, hi ha hagut un renaixement islàmic a la regió. El 1996, el Daguestan tenia 1.670 mesquites registrades, nou universitats islàmiques, 25 madrasses, 670 maktab, i s'estima que "gairebé un de cada cinc daguestanis estava involucrat en l'educació islàmica", mentre que dels 20.000 pelegrins russos per al Hajj més de la meitat eren del Daguestan.
Judaisme
Hi havia un nombre relativament gran de jueus nadius que parlaven tati, els "jueus de la muntanya". També present en les zones costaneres. No obstant això, des de 1991 i l'enfonsament de la Unió Soviètica, molts han emigrat a Israel i als Estats Units. Aquests jueus eren una extensió d'una comunitat jueva azerbaidjana molt més gran a través de la frontera als districtes azerbaidjans de Quba i Samaxi.
Cristianisme
El nombre de cristians entre la població indígena no eslava és molt baix, amb estimacions entre 2.000 i 2.500. La majoria d'aquests són cristians pentecostals de l'ètnia Lak. La congregació més gran és l'Església cristiana evangèlica d'Osanna (Pentecostal) es troba a Makhatxkalà, amb més de 1.000 membres.
- La catedral de l'Assumpció és una catedral ortodoxa oriental situada a la ciutat de Makhatxkalà, la catedral principal de la diòcesi de Makhatxkalà.
- L'església del Sant Príncep Vladimir, igual als apòstols, és una catedral ortodoxa russa de la diòcesi de Makhatxkalà, situada a la ciutat de Makhatxkalà.

|                           |                                    |                                           |                  | |
| Gran Mesquita Makhatxkalà | Catedral de Znamensky a Khasavyurt | Església del Sant Tot-Salvador de Derbent | Sinagoga Derbent | La mesquita Juma de Derbent (construïda l'any 733) és la més antiga de Rússia i una de les més antigues del món. |

### Genètica
L'any 2006, un estudi genètic de les poblacions del Daguestan, publicat a Human Biology, va suggerir que els habitants del Daguestan estan estretament relacionats amb els turcs d'Anatòlia i els turcs xipriotes. Yunusbaiev et Al. va assenyalar que aquestes troballes donen suport a la teoria que els grups indígenes del Daguestan poden remuntar les seves arrels a les antigues tribus agrícoles d'Anatòlia que van introduir les primeres tradicions agrícoles.

## Economia
Les principals indústries del Daguestan inclouen la producció de petroli, l'enginyeria, la química, la construcció de màquines, la fabricació tèxtil, el processament d'aliments i la fusta. Els jaciments de petroli es troben a l'estreta regió costanera. La producció de gas natural del Daguestan es destina principalment a satisfer les necessitats locals. L'agricultura és variada i inclou la ramaderia de cereals, la viticultura i l'elaboració del vi, la ramaderia d'ovelles i la producció de lactis. Les indústries d'enginyeria i metal·lúrgia posseeixen el 20% dels actius de producció industrial de la república i donen feina al 25% de tots els treballadors industrials. La indústria de l'energia hidroelèctrica del Daguestan s'està desenvolupant ràpidament. Hi ha cinc centrals elèctriques al riu Sulak que proporcionen energia hidroelèctrica. S'ha estimat que els recursos hidroelèctrics potencials totals del Daguestan són de 4,4 mil milions de kW. Daguestan té un sistema de transport ben desenvolupat. Els ferrocarrils connecten la capital Makhatxkalà amb Moscou, Astracan, i la capital àzeri, Bakú. L'autopista Moscou-Baku també passa pel Daguestan, i hi ha enllaços aeris amb les principals ciutats.
Les condicions per al desenvolupament econòmic són favorables al Daguestan, però el baix nivell inicial econòmic de la república compliquen la transició exitosa a l'economia de mercat. A més, la corrupció desenfrenada, ha fet que la regió sigui molt dependent de la seva economia submergida i dels subsidis procedents del govern central rus. La corrupció al Daguestan és més greu que a les altres regions de l'antiga Unió Soviètica i s'acompanya d'un mercat negre florent i d'un sistema econòmic basat en clans.
El 2011, Rostelecom va iniciar la implementació d'equips basats en WDM a la xarxa troncal per a la transmissió de dades a la República del Daguestan. A causa de la introducció de la WDM, l'amplada de banda de les línies de comunicació de fibra òptica va augmentar fins a 2,5 Gbit/s. Rostelecom va invertir uns 48 milions de rubles en el projecte.

## Cultura

### Literatura
Les cançons èpiques i històriques sobre la derrota dels exèrcits del persa Nadir Xah i diversos episodis de les guerres del segle XIX són populars entre els àvars. Les més conegudes són les balades "Khotxbar" i "Kamalil Bashir". A la segona meitat del segle XIX i principis del XX, la cultura i la literatura àvares van créixer notablement. Les figures literàries avars conegudes inclouen els poetes Aligaji d'Inkho (mort el 1875) i Chanka (1866–1909), el poeta líric Makhmud (1873–1919), el satíric Tsadasa Gamzat (1877–1951) i el famós poeta Rasul Gamzàtov (1923–2003). Entre els seus poemes hi havia Zhuravli, que es va convertir en una coneguda cançó russa.

### Música
Hi ha una Orquestra Filharmònica del Daguestan i un Ensemble de Dansa Acadèmica Estatal. Gotfrid Hasanov, que es diu que va ser el primer compositor professional del Daguestan, va escriure Khochbar, la primera òpera del Daguestan, el 1945. Les danses populars del Daguestan inclouen una dansa trepidant anomenada lesginka. Deriva els seus noms del poble Lesgui; no obstant això, els àzeris, els circassians, els abkhazes, els jueus de les muntanyes, els àvars caucàsics, els kuban rus i els cosacs Tereks i moltes altres tribus tenen les seves pròpies versions.

### Cuina
Khingal-bat és el plat nacional del Daguestan, fet de petites boles de pasta bullides en brou de moltó. Segons l'ètnia del cuiner, les boles de pasta poden ser ovalades o rodones, farcides de carn o formatge i servides amb una salsa d'all o crema agra. Els lactis i la carn constitueixen una gran part de la dieta a les regions muntanyoses, mentre que a les zones de la vall es mengen verdures i farina de cereals, a més de fruites, carbasses comestibles, herbes comestibles i herbes silvestres.

### Arts marcials
En els últims temps, la regió ha estat reconeguda per produir alguns dels millors atletes del món en esports de combat i produeix la majoria de lluitadors de MMA de qualsevol regió en relació amb la població. Khabib Nurmagomedov, nascut al Daguestan, va ser un campió de pes lleuger de la UFC que es va retirar invicte. El seu company d'entrenament, Islam Makhachev, que també és Daguestani, és l'actual campió de pes lleuger de la UFC. El cosí de Khabib, Umar Nurmagomedov, és un lluitador invicte a la divisió de pes gall de la UFC. El germà petit d'Umar, Usman Nurmagomedov, és l'actual campió de pes lleuger de Bellator. Magomed Ankalaev, que també prové del Daguestan, va lluitar pel campionat de pes semipesat de la UFC el 2022. Abubakar Nurmagomedov també és un cosí de Khabib que és Daguestani, també és un lluitador professional de MMA amb un rècord professional de 17-3.
Daguestan també ha produït històricament un nombre desproporcionat de campions olímpics de lluita lliure. Un nom notable és Abdulrashid Sadulaev. En boxa, Artur Beterbiev ha guanyat dues vegades la medalla d'or olímpica, i l'actual (gener de 2023) va unificar el campió de pes semipesat de l'IBF, l'OMB i el CMB, guanyant les seves 19 baralles per nocaut.